# Crotalus lannomi
Crotalus lannomi este o specie de șerpi din genul Crotalus, familia Viperidae, descrisă de Tanner 1966. Conform Catalogue of Life specia Crotalus lannomi nu are subspecii cunoscute.